# Рэйчел Келлер (персонаж)

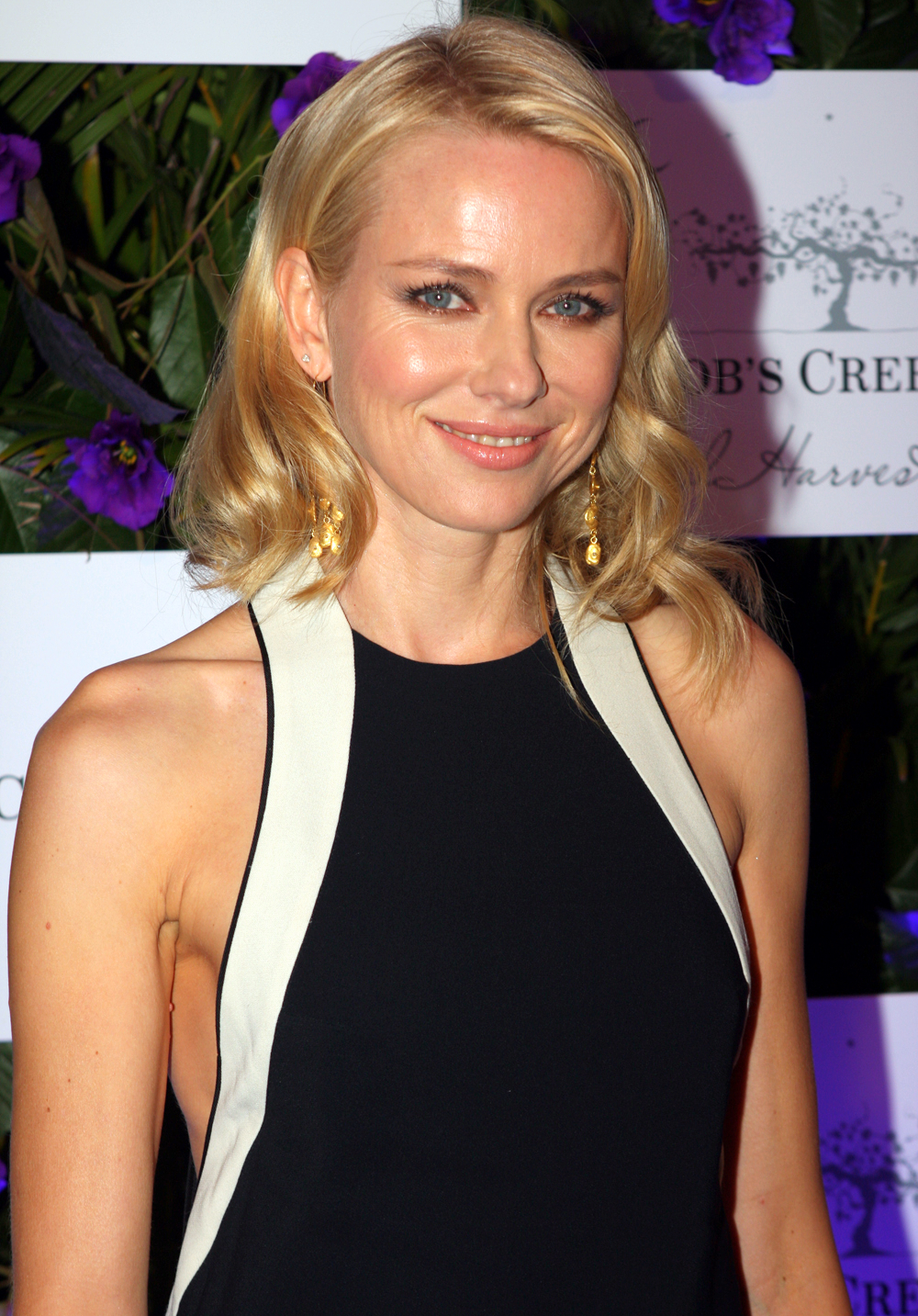
Рэйчел Келлер

Рэйчел Келлер — героиня американской серии фильмов «Звонок». Является главной героиней фильмов «Звонок» (2002) и «Звонок 2» (2005). Роль Рэйчел исполнила американская актриса Наоми Уоттс.

## Вымышленная биография
См. также: Самара Морган
Рэйчел Келлер работает журналисткой в Сиэтле. У нее есть сын Эйдан. Он обладает сверхъестественными способностями, а также высоким уровнем самостоятельности. Эйдан был рожден от Ноа Клея. Однако Ноа и Рэйчел расстались.
Рэйчел забирала Эйдана из школы. Там учительница рассказала ей о том, что ее сын рисует мертвых. Позднее сын рассказал матери, что ее племянница Кэти сказала ему, когда умрет (на этот момент она уже была убита Самарой). На похороны Кэти приезжают журналистка Рэйчел Келлер, тётя погибшей, и её сын Эйдан. Мать Кэти просит Рэйчел расследовать смерть её дочери. Рэйчел выясняет, что в тот же день загадочным образом умерли трое друзей девушки, при этом их лица были сильно обезображены. Друзья Кэти рассказывают Рэйчел городскую легенду о проклятой видеокассете (если ее посмотреть, то умрешь через 7 дней), которую смотрела Кэти с друзьями. Рэйчел приезжает в гостиницу, где останавливалась Кэти с друзьями, и находит ту самую видеозапись. Журналистка смотрит кассету и обнаруживает на ней пугающий видеоряд. После этого раздаётся телефонный звонок, и Рэйчел слышит из трубки слова «семь дней».
Рэйчел обращается за помощью к своему бывшему парню Ноа. Для изучения записи они делают копию видеокассеты. Рэйчел посещает Ребекку в психиатрической клинике и пытается узнать у неё подробности того вечера. Впоследствии с Рэйчел начинают происходить мистические события, так или иначе связанные с видеозаписью. Также ей кажется, что её преследует девочка с чёрными волосами, скрывающими лицо. В процессе исследования Рэйчел узнаёт об Анне Морган, заводчице лошадей, которая покончила с собой после гибели нескольких её особей в воде. Спустя время Рэйчел ловит Эйдана, посмотревшего копию видеозаписи, а также понимает, что у Ноа появились похожие видения.
Журналистка отправляется на остров Моэско, где проживала Анна, чтобы встретиться с её вдовцом Ричардом. Рэйчел узнает о том, что у Морганов была приёмная дочь Самара Морган, которая обладала способностью проекционной термографии, «выжигая» образы в разуме родителей и сводя их с ума. Рэйчел хочет поговорить с Ричардом о Самаре, но он отрицает её существование и прогоняет журналистку.
Рэйчел приходит к доктору Грасник, и та рассказывает ей, что Анна удочерила Самару, поскольку была бесплодна. Позже Рэйчел проникает в дом Морганов и смотрит запись сеанса психотерапии Самары, из которой узнаёт, что она не могла контролировать свои способности. Затем появившийся Ричард заявляет, что дух Самары всё ещё на свободе, после чего кончает жизнь самоубийством, поразив себя электрическим током в ванной. Ноа и Рэйчел возвращаются в гостиницу и находят под половицами каменный колодец. Рэйчел падает туда, и ей приходит видение, в котором Анна душит Самару и бросает в колодец, где она умерла семь дней спустя. Труп Самары всплывает на поверхность воды, и Ноа кричит Рэйчел, что их семидневный срок истёк.
На следующий день Рэйчел сообщает сыну, что дух Самары освобождён. Однако Эйдан говорит, что помогать Самаре было ошибкой, и её невозможно остановить. Испуганная Рэйчел едет к Ноа. Рэйчел, обнаружив его труп, возвращается домой и в истерике уничтожает оригинальную видеокассету, пытаясь понять, почему Ноа умер, а она осталась в живых. Тут ей на глаза попадается ещё одна кассета, и Рэйчел осознаёт, что проклятье обошло её стороной, так как она сделала эту копию и показала другому человеку, то есть привела новую жертву.
В последней сцене фильма «Звонок» Рэйчел помогает Эйдану перезаписать кассету, тем самым спасая его от Самары. Эйдан спрашивает Рэйчел о судьбе того, кто посмотрит кассету, но она не отвечает.
В фильме «Звонок 2» Рэйчел и Эйдан переехали в Асторию (штат Орегон) из Сиэтла. Рэйчел работает в The Daily Astorian на редактора Макса Рурка. Рэйчел узнает о смерти Джейка Пирса и отправляется к месту смерти в качестве журналистки. Ей удалось осмотреть его тело, в это время появляется Самара и хватает журналистку за руку и заявляет, что нашла ее. Рэйчел уничтожает видеокассету Самары. Эйдану снится кошмар, в котором Самара затаскивает его в телевизор. Вскоре у него начинается переохлаждение и появляются синяки на руках. На ярмарке Эйдан забредает в туалет и фотографирует свое отражение, где появляется Самара. Рэйчел забирает его домой, но по дороге на них нападает несколько диких оленей, они наносят ущерб машине, но журналистка с сыном успевают уехать и олени не успевают причинить большой вред им. Рэйчел возвращается домой с Эйденом и беспокоится о его здоровье. Именно в это время Рэйчел понимает, что Эйдан может быть одержим Самарой.
Решив не оставаться одним в своем доме, они спешат в Daily Astorian, удивляя ее коллег, включая Макса. Затем Рэйчел просит его о помощи, Макс принимает их в своей квартире. Пока Рэйчел пытается искупать Эйдана, у него появляется иррациональный страх перед водой. Самара заставляет воду отступать из ванны, заменяя Эйдана собой и терроризируя Рэйчел, так что она пытается утопить Самару. Входит Макс, видя, что вместо этого она топит Эйдана, и заставляет ее отвезти его в больницу. Пока Эйдан спит, он телепатически посылает Рэйчел видение Самары, состоящее из множества разных образов. У Рэйчел остается много вопросов о происхождении Самары.
Судя по синякам Эйдана и состоянию его здоровья, вызывается CPS. Появляется психиатр Эмма Темпл и приходит к выводу, что Рэйчел жестоко обращается с Эйданом. Рэйчел не хочет говорить, но Эмма рассказывает, что знает о борьбе Рэйчел с послеродовой депрессией. Думая, что Рэйчел причинила вред Эйдану, Эмма запрещает Рэйчел видеться с ним, пока они не смогут подробно поговорить об этом.
В поисках ответов Рэйчел пытается выяснить, кем были биологические родители Самары, в агентстве по усыновлению. К сожалению, это просто возвращает ее к Морганам. Рэйчел возвращается на ранчо Моргана на острове Моеско. Она готова ворваться, пока не узнает, что агент по недвижимости Мартин проводит день открытых дверей, и она прибывает рано. Мартин лжет о том, что случилось с Морганами, но сообщает, что вся мебель, которую они оставили, была отправлена в подвал. Она направляется туда и находит зеркало с ленты, множество оленьих рогов, старую игрушку-карусель Самары и чемодан с маленьким цветком. Внутри кейса есть данные о биологической матери Самары.
В дальнейшем Рэйчел узнает подробности о прошлом Самары Морган, придя к ее биологической матери Эвелин и поговорив с ней. Когда Рэйчел возвращается, ее встречает ласковый Эйдан, его поведение кажется нехарактерным. Она выходит и находит труп Макса в его пикапе. Когда Рэйчел засыпает, ей снится Эйдан, который говорит ей, что ей придется изгнать Самару. Проснувшись, Рэйчел накачивает Самару и Эйдана снотворным и кладет тело сына, в которое вселилась Самара, в ванну, временно топя Эйдана, чтобы изгнать ее. Самара покидает тело Эйдана, но появляется в телеэфире. Рэйчел позволяет втянуть себя в монохромный мир Самары, а Эйдан умоляет ее не уходить.
Оказавшись на дне колодца, в котором погибла Самара, Рэйчел обнаруживает, что крышка частично открыта. Рэйчел взбирается по стенам колодца, преследуемая Самарой, которая изгибается, чтобы следовать за ней. Рэйчел убегает, вылезая наружу. В это время Самара кричит ей: «Мамочка». Рэйчел отвечает: «Вовсе я тебе не мамочка» и закрывает крышку колодца, навсегда исключая Самару из ее жизни и жизни Эйдана. Рэйчел бродит по лесу в монохромном мире Самары и начинает слышать голос Эйдана. В конце концов она приходит к скале, где Анна покончила жизнь самоубийством. Рэйчел плачет, прежде чем закрыть глаза, все еще слыша голос Эйдана. Она смотрит в воду, затем закрывает глаза и прыгает. После этого она возвращается в реальный мир и воссоединяется с сыном.

## Критика

### В мире

#### Наоми Уоттс
Наоми Уоттс в интервью говорила, что роль «замечательная», отмечала то, что такие роли обычно отводятся мужчинам. Помимо этого, Наоми Уоттс говорила в интервью:
«Она проходит через такое невероятное путешествие, не только с борьбой и хаосом, которые происходят вокруг нее, но и со своим собственным личным путешествием. Мне нравятся ее сложности и тот факт, что она думает, что все в порядке, потому что она не ссорится со своим сыном. Затем она обнаруживает, что на протяжении всего путешествия ей нужно быть лучшей мамой, у нее есть время поразмышлять и подумать: „Хорошо, я кое-чему научилась благодаря этому, и это мне понравилось“».
В другом интервью Уоттс рассказала о своем персонаже, сказав, что «это был персонаж, который привлек меня к этому проекту», и уточнила далее, сказав: "Что, я думаю, отличает его, так это то, что у персонажа есть свой личный путь, который нужно пройти. Она начинает как ущербный человек и не очень хорошая мать, и после всего хаоса она учится понимать, что нужно ее ребенку.

О персонаже Рэйчел Келлер в фильме «Звонок 2» Наоми Уоттс говорила следующее:
«Ну, эмоционально она, очевидно, находится в совершенно другом месте. И, вы знаете, она живет с этим огромным чувством вины, и ей не с кем поговорить. Что я наделала? Правильно ли я поступила? Ей так много нужно, чтобы разделить связь с кем-то еще. Но она не может, ей слишком стыдно, и поэтому здесь только она и ее сын. Итак, лучшее, что, по ее мнению, она может сделать, это переехать в другую среду и создать почти совершенно новую личность».

#### Другие мнения
Сара Крокер поставила Рэйчел на 13-е место в своем списке из «13 героинь фильмов ужасов, которые надирают задницы». Пол Клинтон из CNN.com похвалила игру Уоттс, заявив, что «она превосходна в этой главной роли», а также Клинтон заявила о данном персонаже следующее: «Она находит идеальный баланс между скептицизмом и медленным осознанием истины в отношении смертоносной силы видеозаписи». В посте для AMC Стейси Пондер заявляет: «Одна из вещей, которая мне нравится в Рейчел Келлер (Наоми Уоттс) в фильме Гора Вербински „Звонок“, заключается в том, что она не была лучшей мамой в мире. Она не пренебрегала своим ребенком-чудаком Эйданом (Дэвид Дорфман), но в первую очередь ее заботила собственная жизнь и собственная карьера». Джонатан Розенбаум из Chicago Reader сказал, что фильм был «полной тратой Уоттс… возможно, потому, что сценарий не удосужился дать ей персонажа», тогда как другие критики, такие как Уильям Арнольд из Seattle Post-Intelligencer, сказали обратное: «она демонстрирует интеллект, решительность и находчивость, которые прекрасно дополняют фильм».

### В России
Реакция на Рэйчел Келлер в фильме «Звонок» (2002). Согласно рецензии сайта «SQD.RU», «Наоми Уоттс и Мартин Хендерсон заставляют поверить в то, что опасность реальна». Согласно сайту «Cult Cinema», «Уоттс в роли Рэйчел Келлер смотрится великолепно и играет бесподобно».
Реакция на Рэйчел Келлер в фильме "Звонок 2" (2005). Согласно рецензии газеты «Амурская правда», «Наоми Уоттс старается изо всех сил и напряженно думать, и реалистично пугаться, но от этого лучше не становится. Слишком много она совершает глупостей. Как героине удается совмещать это с догадливостью, одному сценаристу известно». В рецензии сайта «SQD.RU» была положительно оценена актерская игра Наоми Уоттс.